# Юзефув (гміна П'яскі)
Юзефув (пол. Józefów) — село в Польщі, у гміні П'яскі Свідницького повіту Люблінського воєводства.
Населення — 140 осіб (2011).
У 1975-1998 роках село належало до Люблінського воєводства.

## Демографія
Демографічна структура станом на 31 березня 2011 року:
|          | Загалом | Допрацездатний вік | Працездатний вік | Постпрацездатний вік |
| -------- | ------- | ------------------ | ---------------- | -------------------- |
| Чоловіки | 67      | 13                 | 48               | 6                    |
| Жінки    | 73      | 15                 | 36               | 22                   |
| Разом    | 140     | 28                 | 84               | 28                   |